# Hattenhofen (Bayern)
Hattenhofen er en kommune i Landkreis Fürstenfeldbruck der ligger i den vestlige del af Regierungsbezirk Oberbayern i den tyske delstat Bayern. Den er en del af Verwaltungsgemeinschaft Mammendorf.

## Geografi
Hattenhofen ligger i Region München.
Der er landsbyerne Hattenhofen, Haspelmoor og Loitershofen.